# El Olimpo
O Olimpo  foi um centro clandestino de detenção situado ao oeste da cidade de Buenos Aires, bairro de Vélez Sársfield entre as ruas Olivera, Ramón Falcón, Lacarra, Fernández y Rafaela (34° 38′ 13″ S, 58° 29′ 11″ O). O centro tinha na entrada um cartaz que dizia ‘‘"Benvido ao Olimpo dos Dioses. Os Centuriones"‘‘. O centro somente funcionou durante seis meses, de agosto de 1978 a janeiro de 1979, porém ali foram alojados 700 detidos dos quais  sobreviveram 50.
Este centro clandestino dependia de Guillermo Suárez Mason (apodado ‘‘o açougueiro do Olimpo’’), comandante do I Corpo do Exército Argentino. O responsável pelo campo foi o Maior do Exército Guillermo Minicucci, e de ele dependiam também oficiais da Policía Federal Argentina como Julio Simón (apodado "o Turco Julián") e Juan Antonio do Cerro apodado  "Cores"). 

O edifício era um galpão que era usado como terminal de coletivos, até ser nos princípios da ditadura militar autodenominada Processo de Reorganização Nacional  desapropriado pelas Forças Armadas nos princípios da ditadura militar autodenominada Processo de Reorganização Nacional  . Em princípios de 1978 construíram-se as celas para alojar aos detidos, as quais foram construídas por detidos que foram transladados desde outros centros

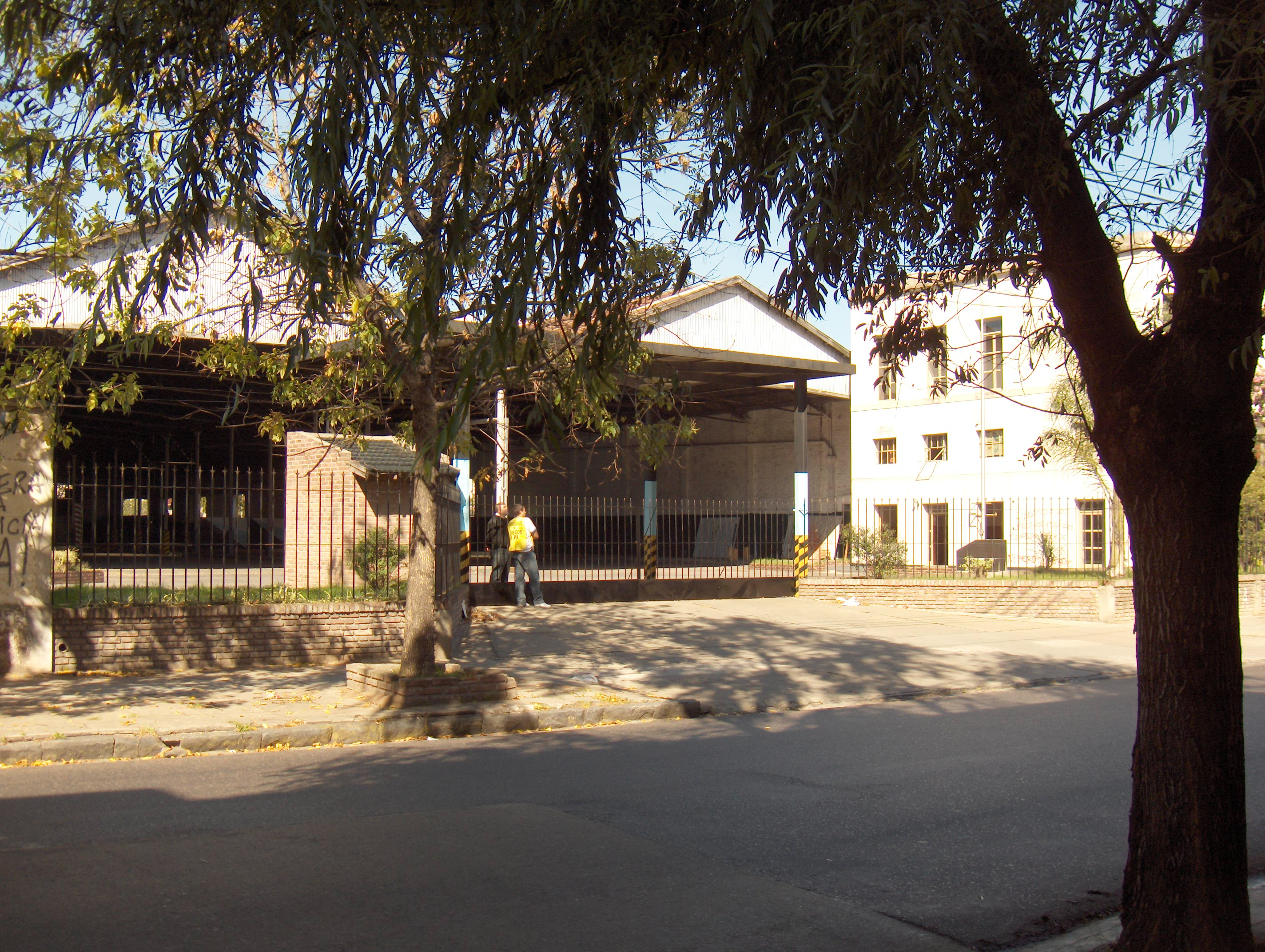
"O Olimpo" funcionou entre 1978 e 1979.

O CCD tinha 4 fíeiras de 20 celas cada uma, com argolhas de ferro nas paredes para segurar os prisioneiros. Existia uma sala de guarda, o casinho dos suboficiais, os quartos cômodos onde dormiriam os carcereiros, letrinhas, um lavadeiro, uma zona de duitas, e um armazém no que se depositavam as heladeiras e televisores roubados durante as operações de sequestro. As instalações incluíam duas salas de tortura, com cableado elétrico reforçado.
Com a chegada da democracia o edifício passou às mãos da Policía Federal Argentina, e foi convertido num centro de verificação automotor. O prédio foi declarado ‘‘sítio histórico’’ mediante a Lei 1197 da Legislatura da Cidade de Buenos Aires, e em junho de 2005 foi traspassado ao Governo da Cidade de Buenos Aires em cumprimento do acordo assinado entre o Presidente Néstor Kirchner e o Chefe de Governo Aníbal Ibarra a 4 de outubro de 2004. Em 2006, o Governo da Cidade de Buenos Aires com organizações vecinais e de direitos humanos encontram-se avaliando o futuro uso do prédio. 
Em 1999 foi realizado um filme com o nome de "Garage Olimpo", dirigida por Marco Bechis.